# 467 (số)
467 (bốn trăm sáu mươi bảy) là một số tự nhiên ngay sau 466 và ngay trước 468.